# Lidmila Hromková-Křečanová
Lidmila Hromková-Křečanová (3. prosince 1933, Pyšely – 21. září 1988, Holubov, okres Český Krumlov) byla česká akademická malířka a textilní výtvarnice.

## Život a dílo
Lidmila Hromková-Křečanová, akademická malířka, se narodila 3. prosince 1933 v obci Pyšely v okrese Benešov. Vyučila se ve Vratislavicích u Liberce v továrně na koberce tkadlenou. Po dělnické přípravce byla přijata na Vysokou školu uměleckoprůmyslovou v Praze do textilního ateliéru profesorky Emilie Paličkové Mildeové. Po studiích se vrátila do Vratislavic a opět pracovala v továrně Bytex. Na mateřské dovolené začala paličkovat drobná díla a postupně přecházela k větším textilním pracím. Dostávala stále více zakázek na tapisérie a později i vlněné goblény.
V roce 1974 se přestěhovala do Českých Budějovic. Začala spolupracovat s architekty při zařizování obřadních síní a jiných místností ve veřejných objektech, a to od návrhů po realizaci (Preciosa v Jablonci nad Nisou, Kulturní dům v Táboře, Kulturní dům v Semilech, obecní úřady Mladá Boleslav, Varnsdorf, Chomutov, Tanvald).
Její díla jsou v Uměleckoprůmyslovém muzeu v Praze ve Sbírce soudobé tapisérie v Jindřichově Hradci a v soukromých sbírkách.
Byla členkou Svazu českých výtvarných umělců. Žila v Českých Budějovicích a pod Kletí v obci Holubov.

### Ocenění
- 1960 Čestné uznání za návrh na ručně vázané koberce k výročí osvobození Československa
- 1971 III. místo v soutěži na výzdobu Muzea dělnického revolučního hnutí v Českých Budějovicích

- 1983 Umělecká cena Jihočeského KNV

### Výstavy autorské
- 1980 Paličkovaná krajka, Galerie Zlatá lilie, Praha (autorská výstava)
- 1983 Paličkované tapiserie, České Budějovice (autorská výstava)

### Výstavy kolektivní
- 1965 Umělci dnešku, Liberec

- 1967 Kolektivní výstava, Frankfurt nad Mohanem
- 1979 Kolektivní výstava, Chicago
- 1970 Výtvarnice ze severu, Praha[6]
- 1972 Kolektivní výstava, Alžír ( včetně katalogu)
- 1974 JKO SČVVU, Roudnice nad Labem, Trenčín
- 1976 JKO SČVU, Jindřichův Hradec
- 1978 Jihočeští výtvarníci, Plzeň
- 1981 Život a práce lidu jižních Čech, české Budějovice[7]

- 1982 Csehszlovák iparmüvészet, Budapešť
- 1982 Člověk a současnost, České Budějovice
- 1983 Arte Aplicado Checoslovaco, Santiago de Cuba
- 1985 Sto let českého užitého umění: České užité umění 1885–1985 ze sbírek Uměleckoprůmyslového muzea v Praze k stému výročí založení muzea, Praha
- 1986 Textil v životním prostředí 1986, Praha